# Jaraguari
Jaraguari is een gemeente in de Braziliaanse deelstaat Mato Grosso do Sul. De gemeente telt 5.776 inwoners (schatting 2009).

## Verkeer en vervoer
De plaats ligt aan de radiale snelweg BR-060 tussen Brasilia en Bela Vista, waarbij hier lokaal de BR-163 hetzelfde tracé volgt.